# Helge Schrøder
Helge Muxoll Schrøder (27 de noviembre de 1924-2 de marzo de 2012) fue un deportista danés que compitió en remo.
Participó en dos Juegos Olímpicos de Verano en los años 1948 y 1952, obteniendo una medalla de plata en Londres 1948 en la prueba de cuatro sin timonel. Ganó tres medallas en el Campeonato Europeo de Remo entre los años 1950 y 1953.

## Palmarés internacional
| Juegos Olímpicos   | Juegos Olímpicos       | Juegos Olímpicos | Juegos Olímpicos   |
| Año                | Lugar                  | Medalla          | Prueba             |
| ------------------ | ---------------------- | ---------------- | ------------------ |
| 1948               | Londres (Reino Unido)  | Medalla de plata | Cuatro sin timonel |
| Campeonato Europeo |                        |                  |                    |
| Año                | Lugar                  | Medalla          | Prueba             |
| 1950               | Milán (Italia)         | Medalla de plata | Ocho con timonel   |
| 1951               | Mâcon (Francia)        | Medalla de plata | Ocho con timonel   |
| 1953               | Copenhague (Dinamarca) | Medalla de oro   | Cuatro sin timonel |